# THX 1138
《THX 1138 4EB》(THX 1138 4EB)는 1971년에 개봉된 미국의 영화이다.

## 출연

### 주연
- 로버트 듀발
- 도널드 플레젠스

### 조연
- 돈 페드로 콜리
- 매기 맥오미
- 이안 울프
- 마샬 에프론
- 시드 헤이그
- 존 피어스

## 같이 보기
- Calling All Girls